# Papaipema dribi
Papaipema dribi là một loài bướm đêm trong họ Noctuidae.